# 卵割

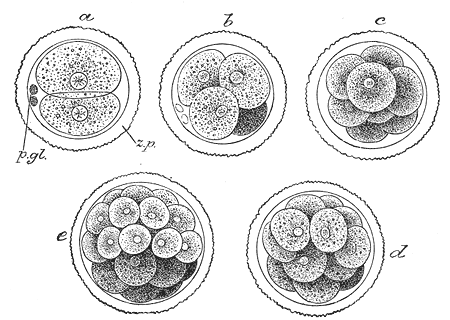
受精後の哺乳動物卵子の卵割の最初の段階。図表のz.p.は透明帯。p.gl.は極体。aは2細胞期。bは4細胞期。cは8細胞期。d、eは桑実胚期。

卵割（らんかつ、英語: cleavage）は、受精卵の細胞分裂のことである。発生の最初の段階に当たる。

## 概説
卵割は、発生を始める卵細胞に見られる細胞分裂のことである。卵が割れるように見えることからこの名がある。まず、受精卵の表面にくびれが生じ、2つに分割される。さらにその2つが分割され、細胞の数が倍に増えてゆく。基本的には体細胞分裂であるが、いくつかの点で特徴がある。
- 分割された細胞が成長せず、胚全体の質量がほぼ変わらない。そのため、卵割を経るごとに個々の細胞の大きさは次第に小さくなる。この場合、母細胞から分割してできた娘細胞のことを割球（かっきゅう）という。
- 細胞分裂がほぼ同調的に行われるため、卵の細胞数は2の累乗の形で増加する。
- 分裂が連続して行われる。たとえばウニの場合、受精から第1分裂までは約1時間を要するが、それ以降はほぼ30分に1回の割合で細胞分裂が起こる。

卵割が通常の細胞分裂より早く進行するのは、そのための準備がなされているためである。通常の細胞分裂では、そのために必要なタンパク質を合成する必要があり、それに先立ってそのためのmRNAを合成しなければならない、それらは実際の細胞分裂に先立って行われる。しかし、卵割においてはそのためのmRNAが卵の成熟の間に雌親から与えられ（母性mRNA）、それを使ってタンパク質合成が行われる。胚自体のゲノムからの転写が始まるのは両生類では胞胚期中頃とされる。卵割が進んだ受精卵は割球の数が増加し、やがて桑実胚から胞胚となる。

## 卵割様式
卵割の型は動物群によって異なり、いくつかの型に分けられるが、重要なものは卵黄の分布に起因する卵割様式と、割球の位置に関係するものである。

### 全割
全割（ぜんかつ）は、卵が全体にかけて分割する様式である。
等割（とうかつ）
卵割後の割球の大きさが全て等しい。
不等割（ふとうかつ）
卵割後の割球の大きさがそれぞれ異なる。

### 部分割
部分割（ぶぶんかつ）は、卵が部分的に分割する様式である。
盤割（ばんかつ）
動物極側だけが卵割する。
表割（ひょうかつ）
内部で核が分裂した後、それらが卵の表面に移動して表面だけが卵割する。

## 卵の種類
受精卵内の卵黄の量と分布によって以下のように分類される。卵黄は細胞分裂を妨げる働きがあるため、その量と分布は卵割の様式に影響を与える。
等黄卵（とうおうらん）
卵黄の量は少なく、全体にかけて均一に分布している。全割で等割する。
端黄卵（たんおうらん）
卵黄の量が多く、端に偏って分布している。卵黄の量が少ない内は全割であるが、あまりに多いと部分割となる。たとえば卵黄の量がさほど多くない両生類では全割ではあるが不等割となる。爬虫類や鳥類では卵黄が極端に多いため、動物極部分だけで卵割を行う盤割となる。
心黄卵（しんおうらん）
卵黄が中心に分布している。表割を行う。

## 割球の配置
卵割によって生じる割球の配置はほぼ決まっている。以下のような型が知られる。
放射卵割
たとえば両生類の場合、第二卵割で四個の細胞になったものを動物極側から見ると、次の卵割で生じた上の小割球は下の大割球の上にそのまま重なった形になる。これを放射卵割という。
螺旋卵割
これに対して、軟体動物では、第三卵割は動物極-植物極の軸に対して斜めに行われ、その際に生じる小割球は下の大割球の間に位置する。その結果、細胞が螺旋に配置するので、これを螺旋卵割という。

## 系統との関係
いわゆる卵割様式は卵黄の量や配置との関係が強いと思われる。卵黄の量は分類群によってそれなりに決まっているが、むしろ胚や幼生の置かれる環境との関係が強く、適応的な形質である面が強い。たとえば等黄卵はごく小さな幼生をプランクトンとして放出する刺胞動物や棘皮動物でも、胎生であるほ乳類でも見られ、そのいずれでも等割である。また、極端な端黄卵は爬虫類や鳥類とともに魚類でも見られ、いずれも盤割である。従って、これらの形質と系統との関係は余りない。
他方、螺旋卵割は軟体動物や環形動物に見られ、系統との結びつきが強いものと考えられている。

## 極葉
螺旋卵割をする軟体動物や環形動物では、卵の植物極側に極原形質という部分があり、卵割の際にはその部分が突き出して極葉という形を取る例が多い。たとえばツノガイ類では第一卵割の際、細胞がくびれるときにこの部分が大きく突き出し、まるで三細胞あるかのように見える。この突起は細胞分裂が終了すると片方の細胞に吸収され、そのために割球は大小二細胞となる。第二卵割の際にも同様な現象が起き、見かけでは五細胞あるような姿になった後、極葉は一つの細胞に吸収される。このような現象は動物群によって第二卵割までのものも、さらに何回か繰り返すものもある。中胚葉を形成するのは極葉を受け継いだ細胞のみであるなど、この部分には形態形成の上で重要な働きがある。